# Бад-Дюркхайм (район)
Бад-Дюркхайм (нем. Bad Dürkheim, пфальц. Derkem) — район в Германии. Центр района — город Бад-Дюркхайм. Район входит в землю Рейнланд-Пфальц. Занимает площадь 590 км². Население — 135 120 чел. Плотность населения — 229 человек/км².
Официальный код района — 07 3 32.
Район подразделяется на 48 общин.

## Города и общины
1. Бад-Дюркхайм (18 830)
2. Грюнштадт (13 288)
3. Хаслох (20 747)

Управление Дайдесхайм
1. Дайдесхайм (3 748)
2. Форст (853)
3. Меккенхайм (3 370)
4. Нидеркирхен-Дайдесхайм (2 390)
5. Руппертсберг (1 406)

Управление Фрайнсхайм
1. Бобенхайм-ам-Берг (838)
2. Даккенхайм (408)
3. Эрпольцхайм (1 193)
4. Фрайнсхайм (4 996)
5. Херксхайм-ам-Берг (723)
6. Кальштадт (1 179)
7. Вайзенхайм-ам-Берг (1 676)
8. Вайзенхайм-ам-Занд (4 386)

Управление Грюнштадт-Ланд
1. Баттенберг (393)
2. Биссерсхайм (460)
3. Боккенхайм (2 254)
4. Дирмштайн (3 086)
5. Эбертсхайм (1 393)
6. Герольсхайм (1 689)
7. Гроскарлбах (1 172)
8. Кинденхайм (1 060)
9. Кирхгайм (1 730)
10. Клайнкарлбах (920)
11. Лаумерсхайм (879)
12. Мертесхайм (404)
13. Нойлайнинген (871)
14. Оберзюльцен (552)
15. Обригхайм (2 805)
16. Квирнхайм (737)

Управление Хеттенлайдельхайм
1. Альтлайнинген (1 928)
2. Карлсберг (3 544)
3. Хеттенлайдельхайм (3 094)
4. Тифенталь (864)
5. Ваттенхайм (1 611)

Управление Ламбрехт
1. Эльмштайн (2 727)
2. Эсталь (1 562)
3. Франкенек (868)
4. Ламбрехт (4 068)
5. Линденберг (1 182)
6. Найденфельс (971)
7. Вайденталь (2 007)

Управление Вахенхайм
1. Эллерштадт (2 269)
2. Фридельсхайм (1 510)
3. Гёнхайм (1 509)
4. Вахенхайм (4 777)